# Coenotephria confusata
Coenotephria confusata är en fjärilsart som beskrevs av Lucas 1939. Coenotephria confusata ingår i släktet Coenotephria och familjen mätare. Inga underarter finns listade i Catalogue of Life.